# Rowin van Zaanen
Rowin van Zaanen (Amsterdam, 18 september 1984) is een Nederlands voormalig betaald voetballer die bij voorkeur in de aanval speelt.
Van Zaanen speelde voor zijn overstap naar FC Volendam in 2003 voor de amateurclubs DWV en HBOK. Hij maakte zijn debuut in het betaald voetbal op 9 mei 2003 in de wedstrijd FC Volendam – Telstar. In het seizoen 2007/08 scoorde hij twaalf keer in de 34 wedstrijden die hij speelde. Daarmee had hij een actief aandeel in de promotie van FC Volendam naar de eredivisie voor het seizoen 2008/09. Het verblijf op het hoogste niveau bleef bij één seizoen. Hij tekende in juni 2010 een tweejarig contract bij Willem II met een optie voor nog een seizoen. Op 7 augustus 2010 maakt hij tegen Heracles Almelo zijn debuut voor de Tricolores.
In de winterstop van het seizoen 2011-2012 maakt Van Zaanen op huurbasis de overstap van Willem II naar Fortuna Sittard. In 2014 kwam zijn profloopbaan ten einde. Hij ging nog een jaar als amateur in Amerika spelen bij de Cincinnati DL en kwam daarna nog uit als amateur voor de Kozakken Boys en Achilles Veen.
Na zijn carrière richtte hij zijn eigen videoproductiebedrijf op.